# Parachernes litoralis
Parachernes litoralis är en spindeldjursart som beskrevs av William B. Muchmore och Alteri 1969. Parachernes litoralis ingår i släktet Parachernes och familjen blindklokrypare. Inga underarter finns listade i Catalogue of Life.